# .ua
.ua je internetová národní doména nejvyššího řádu pro Ukrajinu (podle ISO 3166-2:UA).

## Domény druhé úrovně
Základní domény:
- com.ua – komerční organizace
- gov.ua – vládní instituce
- net.ua – správa počítačových sítí
- edu.ua – vzdělávací organizace
- org.ua – ostatní organizace (neziskové)
- in.ua – jednotlivci

Domény geografických oblastí:
- ck.ua
- cn.ua
- cv.ua
- crimea.ua
- dp.ua
- dn.ua
- if.ua
- kh.ua
- ks.ua
- km.ua
- kv.ua – Kyjev
- kr.ua
- lg.ua
- lutsk.ua
- lviv.ua
- mk.ua
- od.ua
- pl.ua
- rovno.ua
- rv.ua
- sebastopol.ua
- sumy.ua
- te.ua
- uzhgorod.ua
- vn.ua
- zp.ua
- zt.ua